# Parti libéral allemand
Le Parti libéral allemand (Deutschliberale Partei) est un parti politique bourgeois de l'Empire austro-hongrois. Les personnalités politiques qui le composent ont soit participé à la révolution de 1848 ou en ont été fortement influencées. 
La politique menée par les libéraux allemands est marquée par une animosité envers le clergé catholique (Kulturkampf). En raison de sa volonté d'intégrer les populations germanophones à la Nation allemande (Solution grande-allemande), le parti voit sa politique confortée par un conflit avec les Slaves qui s'articule autour de la propriété. L'intelligence urbaine qui redoute une prépondérance des peuples slaves au sein de la monarchie renforce les rangs du parti. 
Entre 1867 et 1879, le parti forme la majorité au Reichsrat et domine dans plusieurs gouvernements. Le parti joue également un rôle important dans le concordat de 1855 et dans la publication de la Constitution du 21 décembre 1867 qui, avec le Compromis austro-hongrois de 1867, ont fait de l’État multinational autrichien l'Autriche-Hongrie. 
Le combat incessant contre le catholicisme politique et contre les nationalités de la monarchie associé à la crise de 1873 ont mené le parti à sa perte. Il se divise alors en plusieurs parties desquelles émergent plusieurs partis rattachés aux mouvances appelées deutschfreiheitlich et deutschnational. Ceux qui sont restés partisans sont appelés par la suite libéraux anciens.

## Membres célèbres
- Karl von Auersperg
- Johann Nepomuk Berger
- Rudolf Brestel
- Carl Giskra
- Leopold Hasner von Artha
- Eduard Herbst
- Ignaz von Plener
- Eduard Taaffe
- Constantin Tomaszczuk